# BellSouth Open 1997 - Qualificazioni singolare
Le qualificazioni del singolare  dell'Heineken Open 1997 sono state un torneo di tennis preliminare per accedere alla fase finale della manifestazione. I vincitori dell'ultimo turno sono entrati di diritto nel tabellone principale. In caso di ritiro di uno o più giocatori aventi diritto a questi sono subentrati i lucky loser, ossia i giocatori che hanno perso nell'ultimo turno ma che avevano una classifica più alta rispetto agli altri partecipanti che avevano comunque perso nel turno finale.
Le qualificazioni del torneo Heineken Open 1997 prevedevano 32 partecipanti di cui 4 sono entrati nel tabellone principale.

## Teste di serie
1. Jordi Burillo (secondo turno)
2. Marcos Ondruska (Qualificato)
3. Ben Ellwood (secondo turno)
4. Cecil Mamiit (ultimo turno)

1. Jeff Salzenstein (secondo turno)
2. Mosè Navarra (primo turno)
3. Yong-Il Yoon (secondo turno)
4. Bill Behrens (secondo turno)

## Qualificati
1. Jan-Michael Gambill
2. Marcos Ondruska

1. David Caldwell
2. Todd Larkham

## Tabellone

### Legenda
| - Q = Qualificato - WC = Wild card - LL = Lucky loser | - ALT = Alternate - SE = Special Exempt - PR = Protected Ranking | - w/o = Walkover - r = Ritirato - d = Squalificato |

### Sezione 1
|  | Primo turno         | Primo turno         | Primo turno      | Primo turno | Primo turno |  |  | Secondo turno | Secondo turno       | Secondo turno       | Secondo turno       | Secondo turno       |   |   | Ultimo turno | Ultimo turno | Ultimo turno | Ultimo turno | Ultimo turno |  |
|  |                     |                     |                  |             |             |  |  |               |                     |                     |                     |                     |   |   |              |              |              |              |              |  |
|  | 1                   | Jordi Burillo       | Jordi Burillo    | 7           | 6           |  |  |               |                     |                     |                     |                     |   |   |              |              |              |              |              |  |
|  |                     | Jack Waite          | Jack Waite       | 5           | 3           |  |  | 1             | Jordi Burillo       | Jordi Burillo       | 6                   | 6                   |   |   |              |              |              |              |              |  |
|  | Wade McGuire        | Wade McGuire        | Wade McGuire     | 6           | 6           |  |  |               | Wade McGuire        | Wade McGuire        | 7                   | 7                   |   |   |              |              |              |              |              |  |
|  | James Greenhalgh    | James Greenhalgh    | James Greenhalgh | 4           | 4           |  |  |               |                     |                     |                     |                     |   |   | Wade McGuire | Wade McGuire | Wade McGuire | 6            | 1            |  |
|  | Jan-Michael Gambill | Jan-Michael Gambill | 6                | 5           | 6           |  |  |               |                     | Jan-Michael Gambill | Jan-Michael Gambill | Jan-Michael Gambill | 7 | 6 |              |              |              |              |              |  |
|  | Teo Susnjak         | Teo Susnjak         | 4                | 7           | 1           |  |  |               | Jan-Michael Gambill | Jan-Michael Gambill | 6                   | 6                   |   |   |              |              |              |              |              |  |
|  | 7                   | Yong-Il Yoon        | Yong-Il Yoon     | 6           | 6           |  |  | 7             | Yong-Il Yoon        | Yong-Il Yoon        | 3                   | 4                   |   |   |              |              |              |              |              |  |
|  |                     | Andrew Turner       | Andrew Turner    | 4           | 3           |  |  |               |                     |                     |                     |                     |   |   |              |              |              |              |              |  |

### Sezione 2
|  | Primo turno  | Primo turno     | Primo turno     | Primo turno | Primo turno |  |  | Secondo turno | Secondo turno   | Secondo turno   | Secondo turno | Secondo turno |   |   | Ultimo turno | Ultimo turno    | Ultimo turno    | Ultimo turno | Ultimo turno |  |
|  |              |                 |                 |             |             |  |  |               |                 |                 |               |               |   |   |              |                 |                 |              |              |  |
|  | 2            | Marcos Ondruska | Marcos Ondruska | 6           | 6           |  |  |               |                 |                 |               |               |   |   |              |                 |                 |              |              |  |
|  |              | Mark Joachim    | Mark Joachim    | 4           | 0           |  |  | 2             | Marcos Ondruska | Marcos Ondruska | 6             | 6             |   |   |              |                 |                 |              |              |  |
|  | Jaymon Crabb | Jaymon Crabb    | Jaymon Crabb    | 6           | 6           |  |  |               | Jaymon Crabb    | Jaymon Crabb    | 1             | 2             |   |   |              |                 |                 |              |              |  |
|  | Nick Turner  | Nick Turner     | Nick Turner     | 0           | 1           |  |  |               |                 |                 |               |               |   |   | 2            | Marcos Ondruska | Marcos Ondruska | 6            | 6            |  |
|  | Marco Osorio | Marco Osorio    | Marco Osorio    | 6           | 6           |  |  |               |                 |                 | Marco Osorio  | Marco Osorio  | 4 | 3 |              |                 |                 |              |              |  |
|  | Anthony Old  | Anthony Old     | Anthony Old     | 2           | 2           |  |  |               | Marco Osorio    | Marco Osorio    | 6             | 3             |   |   |              |                 |                 |              |              |  |
|  | 8            | Bill Behrens    | 3               | 7           | 6           |  |  | 8             | Bill Behrens    | Bill Behrens    | 2             | 0r            |   |   |              |                 |                 |              |              |  |
|  |              | Glenn Wilson    | 6               | 6           | 3           |  |  |               |                 |                 |               |               |   |   |              |                 |                 |              |              |  |

### Sezione 3
|  | Primo turno     | Primo turno      | Primo turno      | Primo turno | Primo turno |  |  | Secondo turno  | Secondo turno  | Secondo turno  | Secondo turno  | Secondo turno  |   |   | Ultimo turno | Ultimo turno | Ultimo turno | Ultimo turno | Ultimo turno |  |
|  |                 |                  |                  |             |             |  |  |                |                |                |                |                |   |   |              |              |              |              |              |  |
|  | 3               | Ben Ellwood      | Ben Ellwood      | 6           | 6           |  |  |                |                |                |                |                |   |   |              |              |              |              |              |  |
|  |                 | Rainer Schüttler | Rainer Schüttler | 3           | 4           |  |  | 3              | Ben Ellwood    | 6              | 2              | 0              |   |   |              |              |              |              |              |  |
|  | Wayne Black     | Wayne Black      | Wayne Black      | 6           | 6           |  |  |                | Wayne Black    | 2              | 6              | 6              |   |   |              |              |              |              |              |  |
|  | Christian Vinck | Christian Vinck  | Christian Vinck  | 1           | 2           |  |  |                |                |                |                |                |   |   | Wayne Black  | Wayne Black  | Wayne Black  | 2            | 4            |  |
|  | David Caldwell  | David Caldwell   | David Caldwell   | 6           | 6           |  |  |                |                | David Caldwell | David Caldwell | David Caldwell | 6 | 6 |              |              |              |              |              |  |
|  | Kent Kinnear    | Kent Kinnear     | Kent Kinnear     | 3           | 4           |  |  | David Caldwell | David Caldwell | 6              | 4              | 6              |   |   |              |              |              |              |              |  |
|  |                 | Mark Nielsen     | Mark Nielsen     | 6           | 6           |  |  | Mark Nielsen   | Mark Nielsen   | 2              | 6              | 2              |   |   |              |              |              |              |              |  |
|  | 6               | Mosè Navarra     | Mosè Navarra     | 3           | 3           |  |  |                |                |                |                |                |   |   |              |              |              |              |              |  |

### Sezione 4
|  | Primo turno         | Primo turno         | Primo turno         | Primo turno | Primo turno |  |  | Secondo turno | Secondo turno    | Secondo turno | Secondo turno | Secondo turno |   |   | Ultimo turno | Ultimo turno | Ultimo turno | Ultimo turno | Ultimo turno |  |
|  |                     |                     |                     |             |             |  |  |               |                  |               |               |               |   |   |              |              |              |              |              |  |
|  | 4                   | Cecil Mamiit        | Cecil Mamiit        | 6           | 6           |  |  |               |                  |               |               |               |   |   |              |              |              |              |              |  |
|  |                     | Martijn Bok         | Martijn Bok         | 3           | 2           |  |  | 4             | Cecil Mamiit     | 3             | 6             | 6             |   |   |              |              |              |              |              |  |
|  | David Adams         | David Adams         | David Adams         | 6           | 6           |  |  |               | David Adams      | 6             | 0             | 4             |   |   |              |              |              |              |              |  |
|  | Brian MacPhie       | Brian MacPhie       | Brian MacPhie       | 3           | 2           |  |  |               |                  |               |               |               |   |   | 4            | Cecil Mamiit | Cecil Mamiit | 6            | 4            |  |
|  | Todd Larkham        | Todd Larkham        | Todd Larkham        | 6           | 6           |  |  |               |                  |               | Todd Larkham  | Todd Larkham  | 7 | 6 |              |              |              |              |              |  |
|  | Mashiska Washington | Mashiska Washington | Mashiska Washington | 3           | 4           |  |  |               | Todd Larkham     | 6             | 3             | 6             |   |   |              |              |              |              |              |  |
|  | 5                   | Jeff Salzenstein    | 6                   | 2           | 6           |  |  | 5             | Jeff Salzenstein | 2             | 6             | 4             |   |   |              |              |              |              |              |  |
|  |                     | Eyal Erlich         | 3                   | 6           | 1           |  |  |               |                  |               |               |               |   |   |              |              |              |              |              |  |